# Garchitorena
Garchitorena (Bayan ng Garchitorena) är en kommun i Filippinerna. Kommunen ligger på ön Luzon, och tillhör provinsen Camarines Sur. Folkmängden uppgår till 27 010 invånare år 2015.

## Barangayer
Garchitorena är indelat i 23 barangayer.
| - Ason (Anson) - Bahi - Binagasbasan - Burabod - Cagamutan - Cagnipa - Canlong - Dangla - Del Pilar - Denrica - Harrison - Mansangat | - Pambuhan - Barangay I (Pob.) - Barangay II (Pob.) - Barangay III (Pob.) - Barangay IV (Pob.) - Sagrada - Salvacion - San Vicente - Sumaoy - Tamiawon - Toytoy |